# Karkin
Karkin (Carquin), pleme američkih Indijanaca porodice Costanoan s juga Carquinez Straita na krajnjem sjeveru Ohlone teritorija u Kaliforniji. Južni susjedi bili su im Chochenyo Indijanci. Populacija im je 1770. iznosila oko 200. Prema Kotzebueu na istok su se širili sve do ušća rijeke San Joaquin. Jezik je nestao možda pred kraj 18. stoljeća a činio je posebnu skupinu porodice Costanoan, dok po drugim podacima nestaje 1950.
Ostali nazivi za njih su: Korekins (Kotzebue), Karquines (Taylor), Jarquin (Taylor)